# 수임국
수임국(受任國)은 1차대전 이후 국제연맹(國際聯盟)의 수임에 의하여 열대 아프리카, 중동 그리고 태평양 위임통치령들의 통치를 맡은 국가를 의미하고 그 나라들은 당시 선진국으로 분류되었다.

## 수임국의 목록
- 프랑스
- 영국
- 벨기에
- 일본

## 같이 보기
- 위임통치령